# Acrocercops lithochalca
Acrocercops lithochalca är en fjärilsart som beskrevs av Edward Meyrick 1930. Acrocercops lithochalca ingår i släktet Acrocercops och familjen styltmalar. Inga underarter finns listade i Catalogue of Life.